# Asienspiele 1998/Squash
Bei den Asienspielen 1998 in Bangkok fanden vom 8. bis 12. Dezember 1998 im Squash zwei Wettbewerbe statt. Die Squashwettbewerbe wurden in Pattaya im Ambassador City Jomtien Hotel ausgetragen.

## Einzel

### Herren
| Platz | Land              | Sportler                      |
| ----- | ----------------- | ----------------------------- |
| 1     | Pakistan          | Zarak Jahan Khan              |
| 2     | Pakistan          | Amjad Khan                    |
| 3     | Hongkong Malaysia | Abdul Faheem Khan Kenneth Low |

### Damen
| Platz | Land     | Sportlerin            |
| ----- | -------- | --------------------- |
| 1     | Malaysia | Nicol David           |
| 2     | Hongkong | Rebecca Chiu          |
| 3     | Singapur | Mah Li Lian Della Lee |

## Medaillenspiegel
| Platz | Land     | Gold | Silber | Bronze | Gesamt |
| ----- | -------- | ---- | ------ | ------ | ------ |
| 1     | Pakistan | 1    | 1      | −      | 2      |
| 2     | Malaysia | 1    | −      | 1      | 2      |
| 3     | Hongkong | −    | 1      | 1      | 2      |
| 4     | Singapur | −    | −      | 2      | 2      |